# Mory Diaw
Mory Diaw (Poissy, Francia, 22 de junio de 1993) es un futbolista senegalés. Juega de guardameta y su equipo es el Le Havre A. C. de la Ligue 1. Es internacional absoluto por la selección de Senegal desde 2023.

## Trayectoria
Diaw se formó en las inferiores del Paris Saint-Germain y entre 2012 y 2015 jugó en el equipo B del club. En julio de 2015 firmó por el C. D. Mafra de la Segunda División de Portugal.
Tras dos temporadas, se unió al Lokomotiv Plovdiv búlgaro, y en 2019 continuó su carrera en Suiza.
Regresó a Francia el 14 de junio de 2022, fichando por el Clermont Foot de la Ligue 1.

## Selección nacional
Nacido en Francia, es descendiente senegalés.
Debutó con la selección de Senegal el 20 de junio de 2023 ante Brasil en un amistoso.

## Estadísticas
Actualizado al último partido disputado el 19 de mayo de 2024 (solo profesional).
| Club                         | Div.          | Temporada     | Liga  | Liga  | Copas nacionales | Copas nacionales | Copas internacionales | Copas internacionales | Total | Total |
| Club                         | Div.          | Temporada     | Part. | Goles | Part.            | Goles            | Part.                 | Goles                 | Part. | Goles |
| ---------------------------- | ------------- | ------------- | ----- | ----- | ---------------- | ---------------- | --------------------- | --------------------- | ----- | ----- |
| C. D. Mafra Portugal         | 2.ª           | 2015-16       | 17    | 0     | —                | —                | —                     | —                     | 17    | 0     |
| C. D. Mafra Portugal         | Total club    | Total club    | 17    | 0     | 0                | 0                | 0                     | 0                     | 17    | 0     |
| Lokomotiv Plovdiv Bulgaria   | 1.ª           | 2017-18       | 6     | 0     | 2                | 0                | —                     | —                     | 8     | 0     |
| Lokomotiv Plovdiv Bulgaria   | Total club    | Total club    | 6     | 0     | 2                | 0                | 0                     | 0                     | 8     | 0     |
| F. C. Lausanne-Sport · Suiza | 2.ª           | 2019-20       | 5     | 0     | 2                | 0                | —                     | —                     | 7     | 0     |
| F. C. Lausanne-Sport · Suiza | 1.ª           | 2020-21       | 34    | 0     | 1                | 0                | —                     | —                     | 35    | 0     |
| F. C. Lausanne-Sport · Suiza | 1.ª           | 2021-22       | 27    | 0     | 1                | 0                | —                     | —                     | 28    | 0     |
| F. C. Lausanne-Sport · Suiza | Total club    | Total club    | 66    | 0     | 4                | 0                | 0                     | 0                     | 70    | 0     |
| Clermont Foot Francia        | 1.ª           | 2022-23       | 37    | 0     | 0                | 0                | —                     | —                     | 37    | 0     |
| Clermont Foot Francia        | 1.ª           | 2023-24       | 30    | 0     | 0                | 0                | —                     | —                     | 30    | 0     |
| Clermont Foot Francia        | 2.ª           | 2024-25       | 0     | 0     | 0                | 0                | —                     | —                     | 0     | 0     |
| Clermont Foot Francia        | Total club    | Total club    | 67    | 0     | 0                | 0                | 0                     | 0                     | 67    | 0     |
| Rodez AF Francia             | 2.ª           | 2024-25       | 11    | 0     | —                | —                | —                     | —                     | 11    | 0     |
| Rodez AF Francia             | Total club    | Total club    | 11    | 0     | 0                | 0                | 0                     | 0                     | 11    | 0     |
| Le Havre A. C. Francia       | 1.ª           | 2025-26       | 0     | 0     | 0                | 0                | —                     | —                     | 0     | 0     |
| Le Havre A. C. Francia       | Total club    | Total club    | 0     | 0     | 0                | 0                | 0                     | 0                     | 0     | 0     |
| Total carrera                | Total carrera | Total carrera | 167   | 0     | 6                | 0                | 0                     | 0                     | 173   | 0     |

## Palmarés

### Títulos nacionales
| Título           | Club                 | País  | Año     |
| ---------------- | -------------------- | ----- | ------- |
| Challenge League | F. C. Lausanne-Sport | Suiza | 2019-20 |